# Abarema jupunba
Abarema jupunba là một loài thực vật có hoa trong họ Đậu.